# Francesca Bonnemaison i Farriols
Pour les articles homonymes, voir Bonnemaison (homonymie).
Francesca Bonnemaison i Farriols, née le 12 avril 1872 à Barcelone et morte en 1949, est une enseignante catalane dont l'action s'est particulièrement exercée en direction des femmes. 

## Biographie
Fille du français Gilles Bonnemaison et de la catalane Agustina Farriols, propriétaires d'un commerce prospère de vêtements situé sur la Rambla de Catalogne fréquenté par la bourgeoisie catalane, la jeune Francesca reçoit une éducation religieuse dans la Catalogne de l'époque, tout en restant ouverte sur le monde : elle apprend les langues étrangères, le dessin, la peinture et la musique.
Le 29 octobre 1893, elle épouse Narcís Verdaguer, avocat barcelonais, cousin du poète Jacint Verdaguer. C'est à cette époque qu'elle rencontre l'homme politique Francesc Cambó, avec qui elle cultive une amitié.
En 1909, à Barcelone, elle fonde la Bibliothèque populaire des Femmes (Biblioteca Popular de la Dona), exclusivement réservée aux femmes, la première du genre en Europe. 
L'institution, surnommée La Bonne, se développe sous la République et reste active pendant la guerre d'Espagne. Néanmoins, la victoire des nationalistes en 1939, puis l'avènement de l'Espagne franquiste (1939-1975), porte un coup d'arrêt au droits acquis par les femmes et l'histoire de leurs luttes. C'est au début de la dictature que Francesca Bonnemaison décède, en 1949. La Transition démocratique (1975-1982), pendant laquelle l'égalité des sexes redevient un principe fondamental, donne à La Bonne, l'institution qu'elle a créée en 1909, la place qui lui revient aujourd'hui dans le cadre des luttes féministes.

## Postérité
- Francesca Bonnemaison est inhumée au cimetière de Montjuïc.
- La mairie de Barcelone lui a dédié une rue qui porte son nom dans le district de Sant Martí[7].
- Le centre documentaire dont elle la fondatrice, surnommé La Bonne, est toujours actif, devenant l'un des lieux de références des bibliothèques consacrées aux femmes et à leurs droits[8]. La salle de la bibliothèque qui porte son nom, gérée par la Députation provinciale de Barcelone, fait partie des circuits touristiques culturels contemporains de Barcelone[9].